# Калоферски манастир „Въведение Богородично“
 Тази статия е за Калоферския девически манастир „Въведение Богородично“.  За Калоферския мъжки манастир вижте Калоферски манастир „Рождество Богородично“.  
Калоферският манастир „Въведение Богородично“ е действащ манастир на Българската православна църква.

## Местоположение
Девическият манастир „Въведение Богородично“ се намира в горния край на град Калофер.

## История
3 века манастирът живее в хубост и спокойствие. Разрушен е по време на кърджалийските нападения през 1799 и 1804 г. Калоферци възстановяват манастира през 1819 г. Освобождението от османска власт го сварва разрушен отново до основи. През 1880 г. тревненецът уста Генчо Кънев построява сегашната църква.
В близост до църквата е аязмото с малкия параклис „Св. Пантелеймон“, строен през 1825 г. Легендата казва, че неговата вода е излекувала слепотата на дъщерята на турски големец.
Според ръкопис от 1863 г. Калоферският девически манастир „Въведение Богородично“ е основан през XVIII в. от рилския монах Доротей. По време на кърджалийски нападения през 1799 и 1804 г. е разрушен, но през 1819 г. е възстановен и там е открито девическо училище. Със съдействието на Найден Геров (консул в Пловдив) монахини от манастира събират помощи в Русия и с тези средства през 1862 г. са изградени църквата и жилищните сгради. През 1877 г. по време на Руско-турската война Калоферският манастир е ограбен и опожарен, но впоследствие е издигнат наново.
В близост до църквата се намира аязмо с малкия параклис „Свети Пантелеймон“, строен през 1825 г.
В църквата привлича внимание иконата „Христос Богославящ“ от неизвестен художник, иконостасната преграда и целият интериор.